# Óscar Díaz González
Óscar Díaz González (Madrid, España, 24 de abril de 1984), conocido como Óscar Díaz, es un futbolista español. Juega como delantero en el Club Costa City de la Segunda FFCV.

## Trayectoria
Esta joven promesa inició su carrera en las categorías inferiores de la A. D. Alcorcón y debutó con el primer equipo en Segunda División B en la temporada 2004/05. 
Fue un jugador muy querido por la afición y sus buenas actuaciones lo llevaron a fichar por el Real Madrid Castilla C. F. para la campaña 2005/06. Tras su paso por el filial madridista se incorporó al Elche C. F. por petición expresa de su directiva.
Tras dos años buenos en el Elche C. F., aceptó una oferta del R. C. D. Mallorca en el verano de 2008, pero no entró en los planes del entrenador Gregorio Manzano y fue cedido al R. C. Celta de Vigo durante la temporada 2008/09. 
En la campaña 2009/10 regresó al Mallorca, pero en el mes de enero de 2010 volvió a salir cedido hasta fin de temporada en el R. C. Recreativo de Huelva, jugando de titular 19 partidos. 
Tras esta cesión, en 2010, obtuvo la carta de libertad y firmó por dos años con el Xerez C. D. Formó un dueto con José Mari que rozó la excelencia y faltó muy poco para conseguir el ascenso. El primer año en el club fue muy bueno, pero el segundo año, el club tuvo problemas económicos, y poco a poco, tuvo que ir vendiendo a sus jugadores más valiosos. Óscar fue de los primeros en salir, llegando en enero de 2012 llega a Girona. El equipo no tuvo buen año y Óscar decide cambiar de club para dar un paso adelante en su carrera.
En la temporada 2012/13 este deja Girona y llega a C. D. Lugo, como delantero, y hace el mejor año de su carrera deportiva hasta el momento, con 38 partidos y 15 goles, haciendo historia en el club como uno de los mejores goleadores de su corta historia en la división de plata. Fichó por UD Almería por un año con opción a otro más. El delantero acaba anotando seis goles durante la temporada, como el que anotó al Celta de Vigo en Liga o los dos que anotó a UD Las Palmas en Copa del Rey.
El 23 de julio de 2014, se confirmó su fichaje por el Real Valladolid. Fue titular durante toda la temporada en el ataque vallisoletano, marcando únicamente dos tantos durante el transcurso de esta. El 7 de septiembre anota un gran gol al Racing de Santander denominado como el mejor gol de la jornada.
El 15 de julio de 2015, se oficializaba el fichaje del delantero por parte de Club Deportivo Numancia de Soria.
El 1 de febrero de 2016, se confirmaba su fichaje por el R. C. D. Mallorca, previo pago de su cláusula de rescisión.
El 23 de agosto de 2017 se confirma su fichaje por el Hércules de Alicante CF de la Segunda División B de España.
En la temporada 2018-19, firma por el CD Alcoyano de la Segunda División B de España, con el que descendería de categoría al término de la temporada.
En la temporada 2019-20, tras formar parte de la plantilla del CD Alcoyano en Tercera División de España, logra el ascenso a la Segunda División B de España.
En la temporada 2020-21, se compromete con el CD Eldense de la Tercera División de España, con el que logra el ascenso a la Segunda División RFEF.
El 1 de septiembre de 2021, firma por el Racing Murcia Fútbol Club de la Tercera División RFEF.

## Clubes
| Club                             | País   | Año             |
| -------------------------------- | ------ | --------------- |
| A. D. Alcorcón "B"               | España | 2003-2004       |
| A. D. Alcorcón                   | España | 2004-2005       |
| Real Madrid Castilla C. F.       | España | 2005-2006       |
| Elche C. F.                      | España | 2006-2008       |
| R. C. Celta de Vigo              | España | 2008-2009       |
| R. C. D. Mallorca                | España | 2009-2010       |
| R. C. Recreativo de Huelva       | España | 2010            |
| Xerez C. D.                      | España | 2010-2012       |
| Girona F. C.                     | España | 2012            |
| C. D. Lugo                       | España | 2012-2013       |
| U. D. Almería                    | España | 2013-2014       |
| Real Valladolid                  | España | 2014-2015       |
| C. D. Numancia                   | España | 2015-2016       |
| R. C. D Mallorca                 | España | 2016-2017       |
| Hércules C. F.                   | España | 2017-2018       |
| C. D. Alcoyano                   | España | 2018-2020       |
| C. D. Eldense                    | España | 2020-2021       |
| Racing Murcia F. C.              | España | 2021-2022       |
| Carrús Unión Deportiva Ilicitana | España | 2022-2023       |
| Club Costa City                  | España | 2023-Actualidad |